# Сандос, Жан-Люк
Жан-Люк Сандо́с (фр. Jean-Luc Sandoz, род. 1 августа 1960 г. в Монтандоне) — французско-швейцарский инженер, специалист по проектированию деревянных конструкций. Ученый, преподаватель, основатель ряда компаний в области инжиниринга, деревянного домостроения и экспертных исследований.

## Биография

### Происхождение и образование
Жан-Люк Сандос родился в Верхнем Ду, горной части французского департамента Ду, на границе со Швейцарией, в семье фермеров. Его знакомство с деревом началось с профессиональной подготовки (CAP) по специальности «Столяр», затем Жан-Люк получил профессионально-техническое образование (BEP) по специальности «Краснодеревщик» и диплом техника высшей квалификации (BTS) по профилю «Деревянное домостроение» в «Лесном лицее» в Мушаре.
В 1983 г. Жан-Люк стал выпускником Высшей национальной школы деревообрабатывающих технологий и промышленности. В 1985 г. он начал работу над докторской диссертацией, посвященной применению ультразвука для определения прочности дерева, под руководством профессора Юлиуса Наттерера в Федеральной политехнической школе Лозанны. В 1990 г. г-н Сандос получил докторскую степень.
Заданное Ж.-Л. Сандосом направление работы с древесиной позднее нашло отражение в Еврокодах — европейских стандартах, принятых в 1990-х гг.

## Профессиональная деятельность

### Научно-образовательная деятельность
Он продолжил исследования и разработки в IBOIS — Лаборатории деревянных конструкций EPFL, в двух основных областях: неразрушающие технологии для измерения механического качества древесного материала и оптимизация деревянных конструкций, чтобы сделать их более доступными в области больших размеров для крупных зданий.
В 1993 году он был назначен профессором Жан-Клодом Баду под руководством Юлиуса Наттерера, автор книги Атлас деревянных конструкций, для усиления исследований и преподавания в области деревянных конструкций. Вместе со своими соавторами он написал «Construction en Bois», том 13 коллекции Traité de Génie Civil Федеральной политехнической школы Лозанны, которая была опубликована в 1996 году и переиздана в 2005 и 2011 годах.
Он участвовал в создании последипломной магистратуры по деревянному строительству для студентов инженерных и архитектурных специальностей, начатой в 1988 году Юлиусом Наттерером и Роландом Швейцером, и вывел это обучение на международный уровень.

### Предпринимательская деятельность
В 1999 году Жан-Люк Сандоз покинул академический мир, чтобы посвятить себя своим компаниям CBS, CBT, Ecotim и Lifteam, входящим в группу CBS-Lifteam. Но он продолжает выступать на конференциях и вебинарах по всему миру. Он является мировым экспертом в области деревянного строительства и экспертизы и работает в Лозанне и Париже.
В 2021 году его группа CBS-Lifteam достигнет рубежа в 30 лет в области экспертизы и строительства лесоматериалов. Деятельность компании охватывает широкий спектр направлений: от инженерии (CBS-CBT) до деревянного строительства (Lifteam) и сборного производства (Ecotim).

### Конференции
Жан-Люк Сандоз читал лекции в EPFL до выхода Юлиуса Наттерера на пенсию в 2004 году.
Он выступал в Центре высших строительных исследований, на Международном форуме по деревянному строительству в Германии и Франции, на форуме Lignomad в Испании, на Салоне древесины Намюра в Бельгии, на Симпозиуме древесины Квебека в Канаде, а также по просьбе специалистов деревообрабатывающей промышленности.

### Экспертиза зданий
- В 2002 году он провел экспертизу всех деревянных конструкций и каркасов Дворца правосудия в Бухаресте, Румыния[28].
- В 2006—2007 годах в рамках Олимпийских игр 2008 года в Пекине (Китай) ему было поручено провести экспертизу деревянных конструкций императорского павильона в Запретном городе[29].
- В 2020 году он восстановил Склады магазинов общего назначения в Париже с помощью агентства Calq для группы Icade[30][31].

### Строительные проекты
Жан-Люк Сандос применяет дерево при возведении всех типов зданий и сооружений. Компетенции в области структурной инженерии и глубокое знание дерева как строительного материала помогают ему находить оптимальные решения по использованию деревянных элементов в различных проектах. Инновационные идеи Ж.-Л. Сандоса и разработки возглавляемого им бюро по проектированию деревянных конструкций позволяют ему достигать рекордных показателей по длине пролетов, высоте зданий и тепло- и звукоизоляции, а также значительно снижать объём выбросов парниковых газов. Многие проекты г-на Сандоса отмечены наградами.
- Для Швейцарской национальной выставки 2002 года он совместно с компанией Batigroup спроектировал и построил морские платформы, которые были установлены на озёрах Невшатель и Бьенн для размещения временных выставочных павильонов[10][42]. Изготовленная из местного дерева, вся деревянная конструкция разбирается и повторно используется после окончания выставки[10][43][44].
- В 2017 году он участвовал в строительстве Гвианского космического центра — символического проекта, выполненного в партнерстве с JAG Architecture, ОНФ и FCBA для определения характеристик и применения местной древесины из амазонского леса для 4-уровневой структуры[3][18][45].
- В 2019 году он облицует здание Vortex, которое служило Олимпийской деревней для юношеских зимних Олимпийских игр 2020 года в Лозанне, деревом, кессонами и фасадами[46].
- В 2021 году он построит эфемерный зрительный зал для 10-го Международного форума по деревянному строительству, который будет служить пленарным залом в эфемерном Большом дворце[47][48][49].

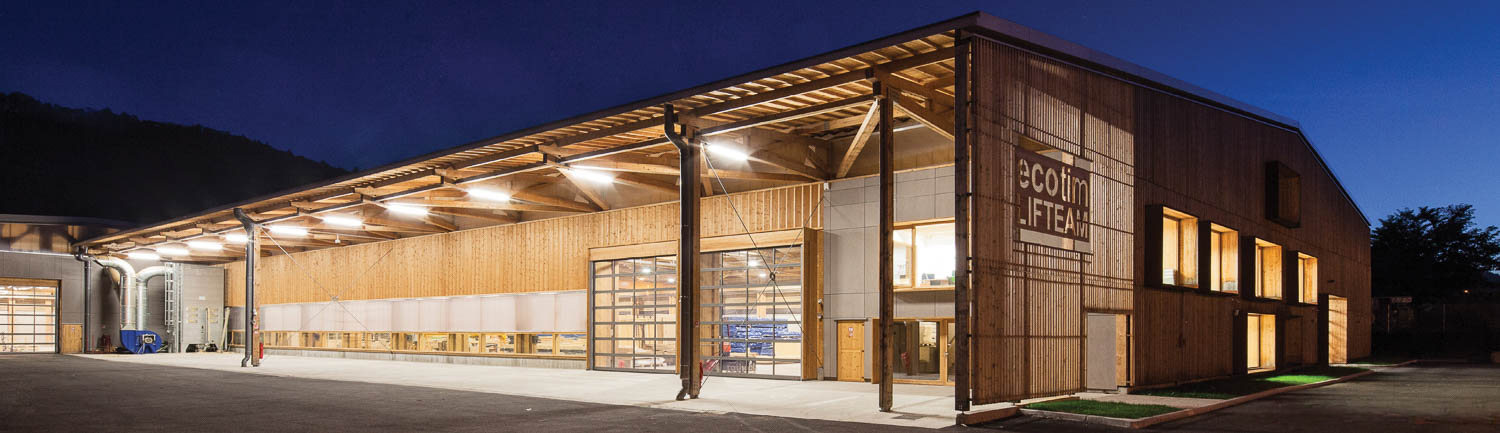
Ecotim II - промышленное здание с пролетом 36 м и мостовым краном грузоподъемностью 9 т, 2011 г. - проект архитектурного бюро Architecture Amiot Lombard
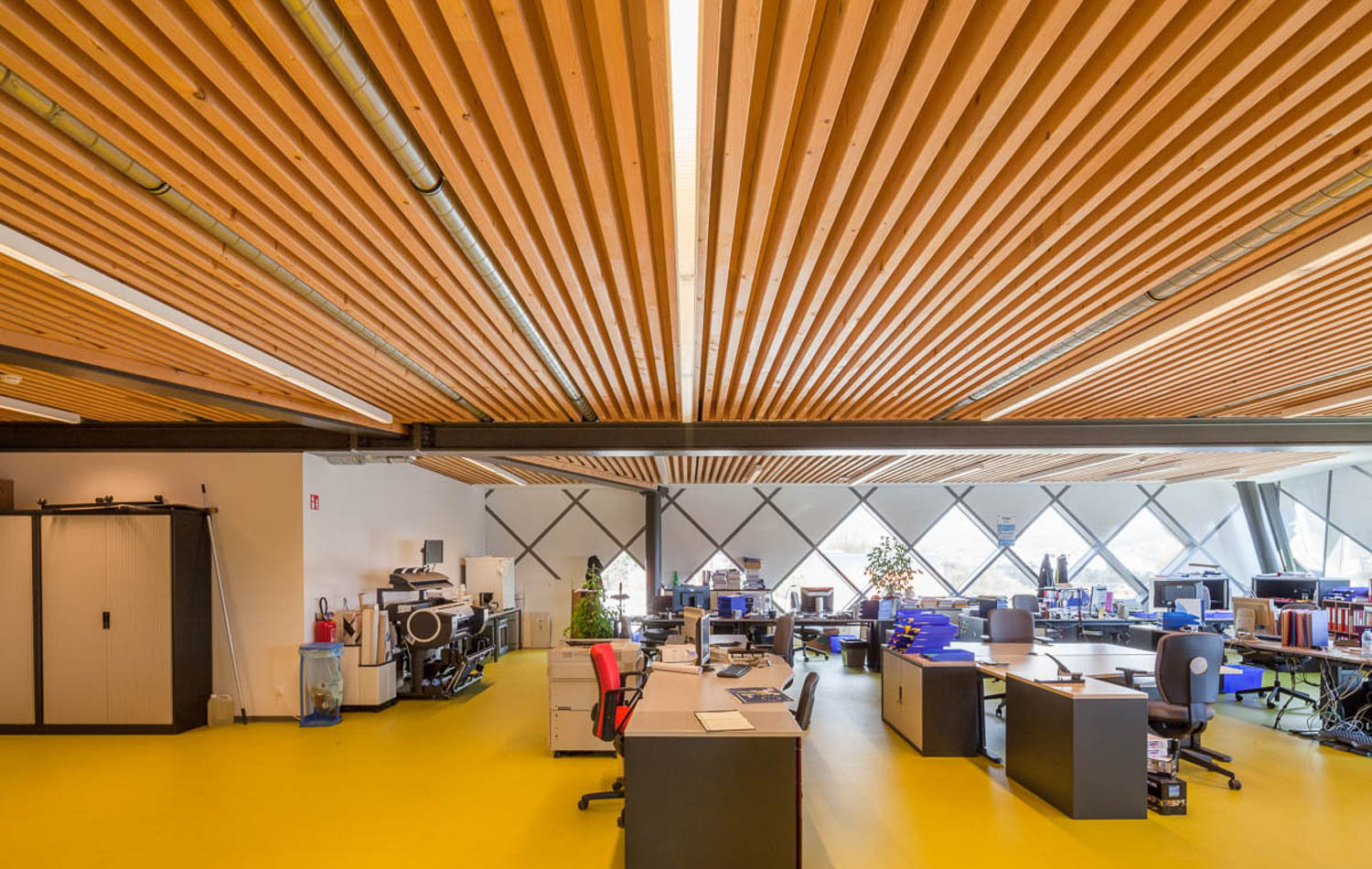
Здание городского муниципалитета г. Эрсталь, потолок с открытыми деревянными и бетонными балками, 2017 г. - проект архитектурного бюро Frédéric Haesevoets Architecture
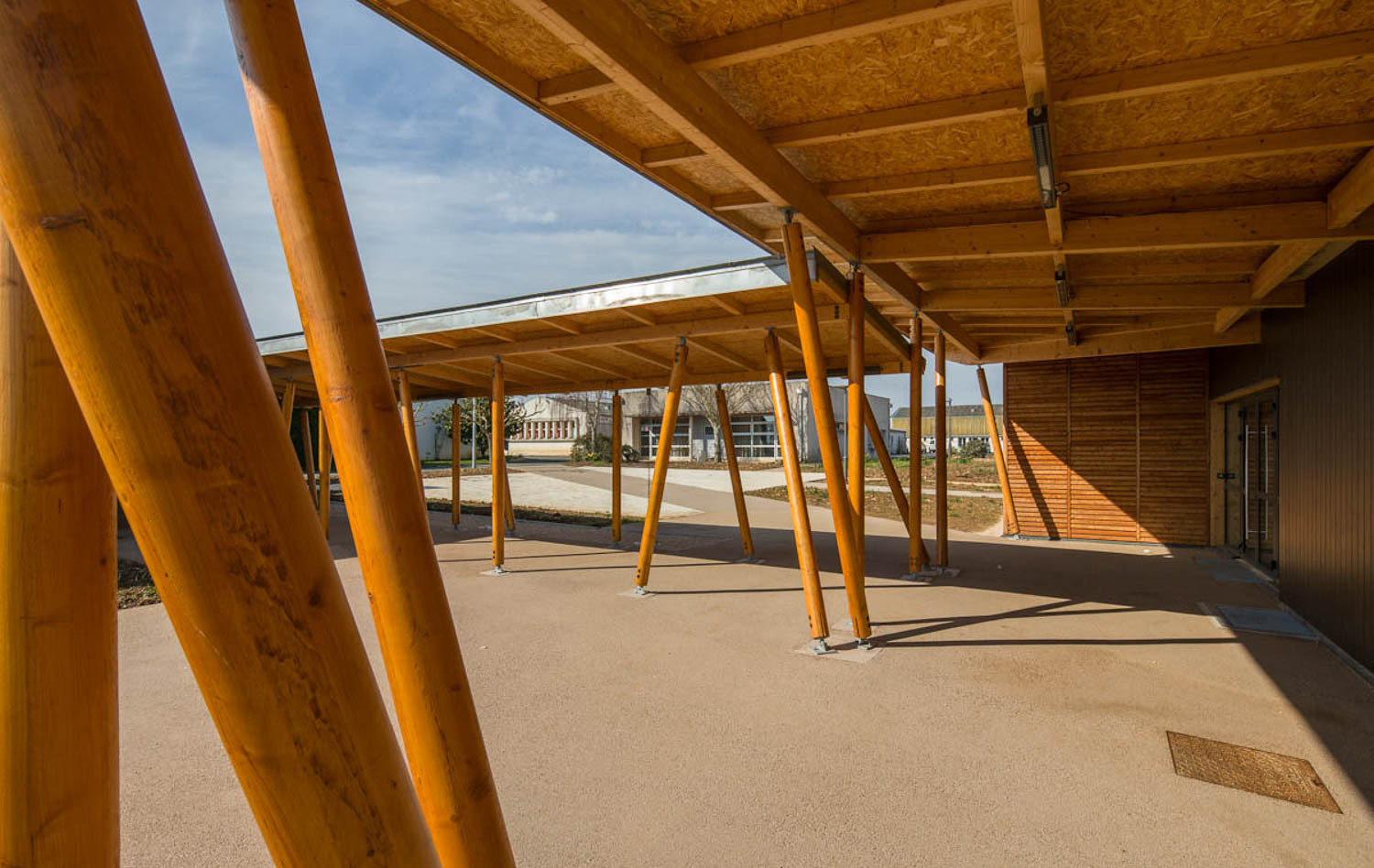
Лицей г. Люсон в Вандее, 2013 г. - проект архитектора Frédéric Fonteneau
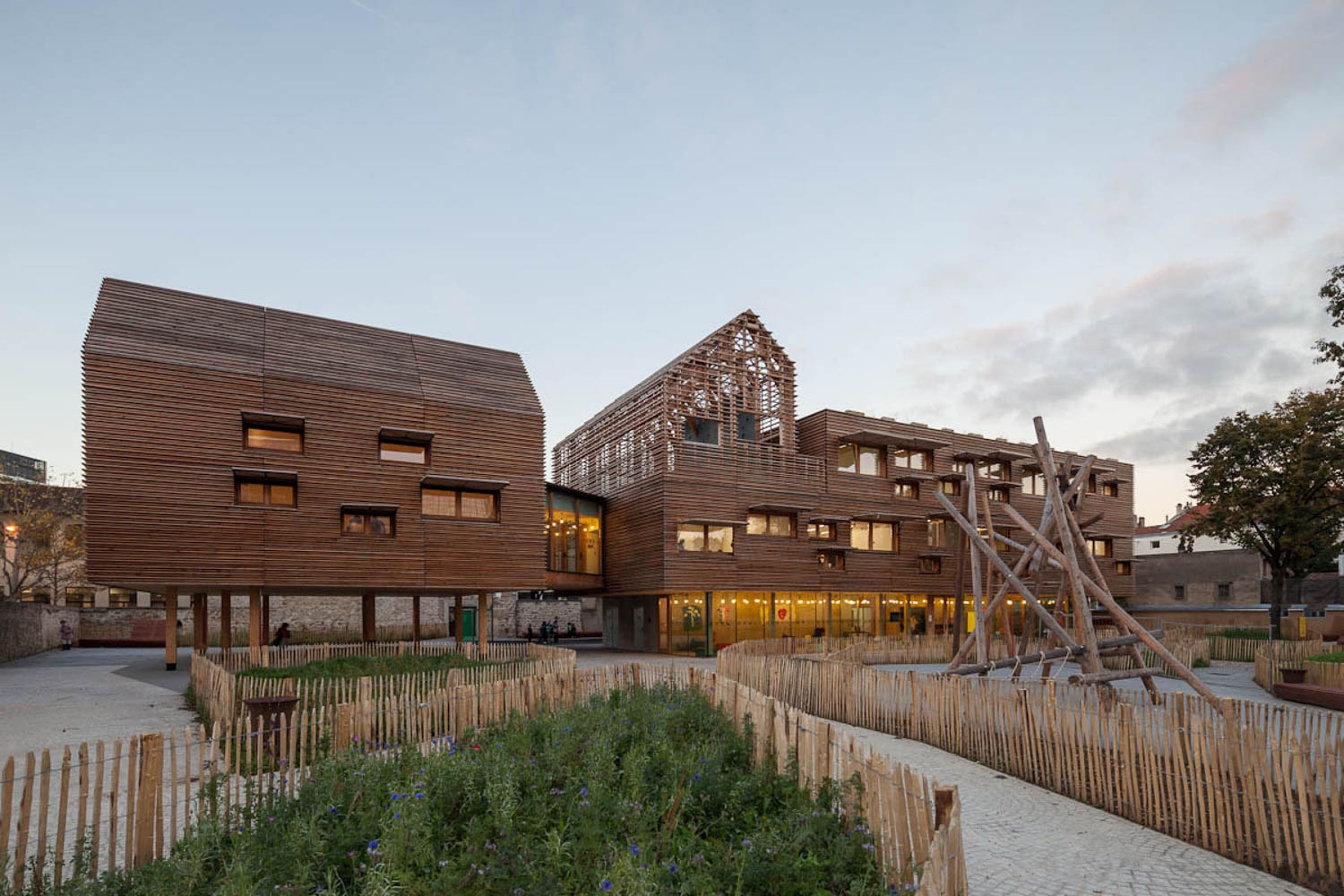
Центр дошкольного воспитания в Курбевуа, 2013 - проект архитектурного бюро K-Architecture
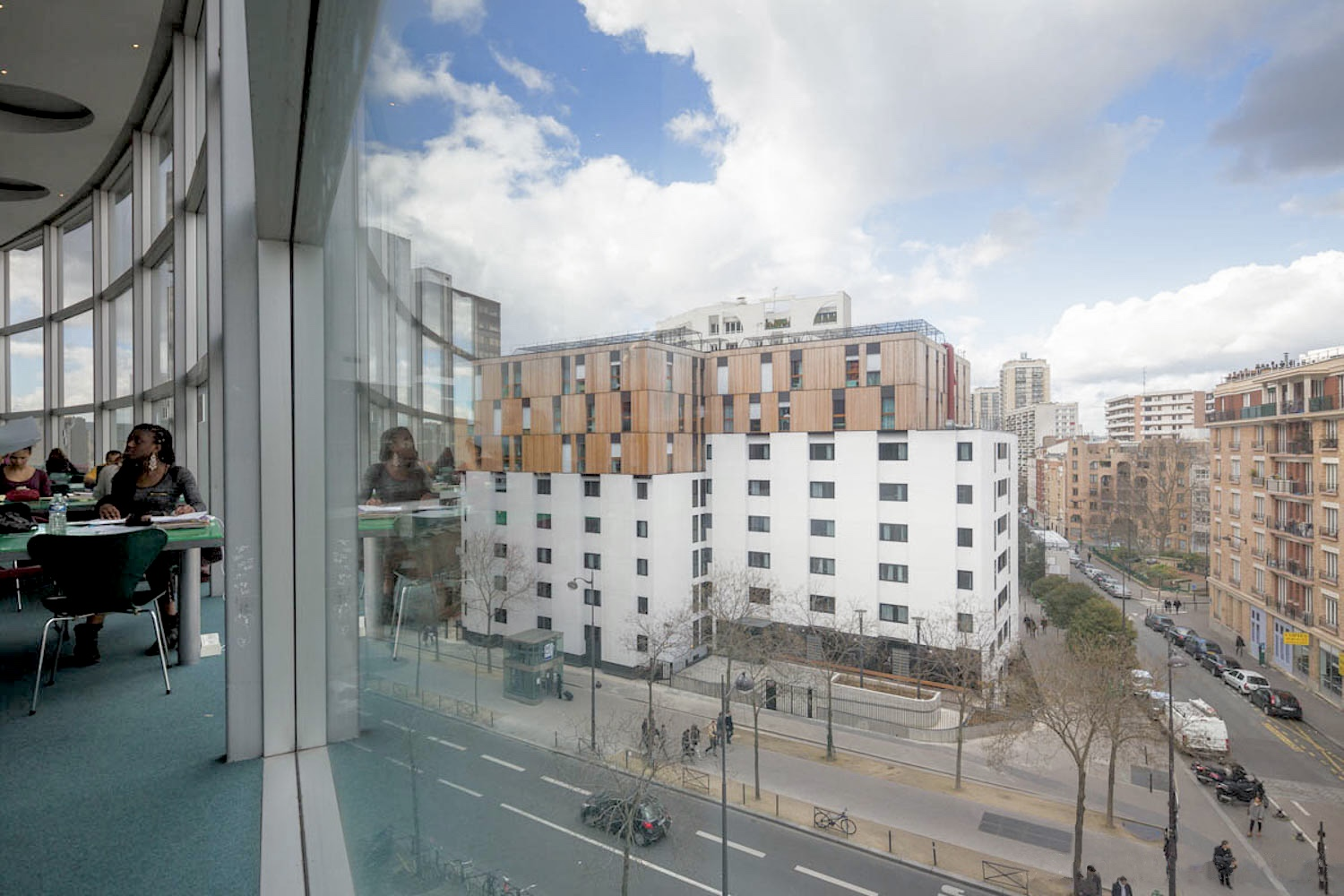
Деревянная надстройка на здании, улица де Толбиак в Париже, 2013 г. - совместный проект с ателье Мари Швейцер
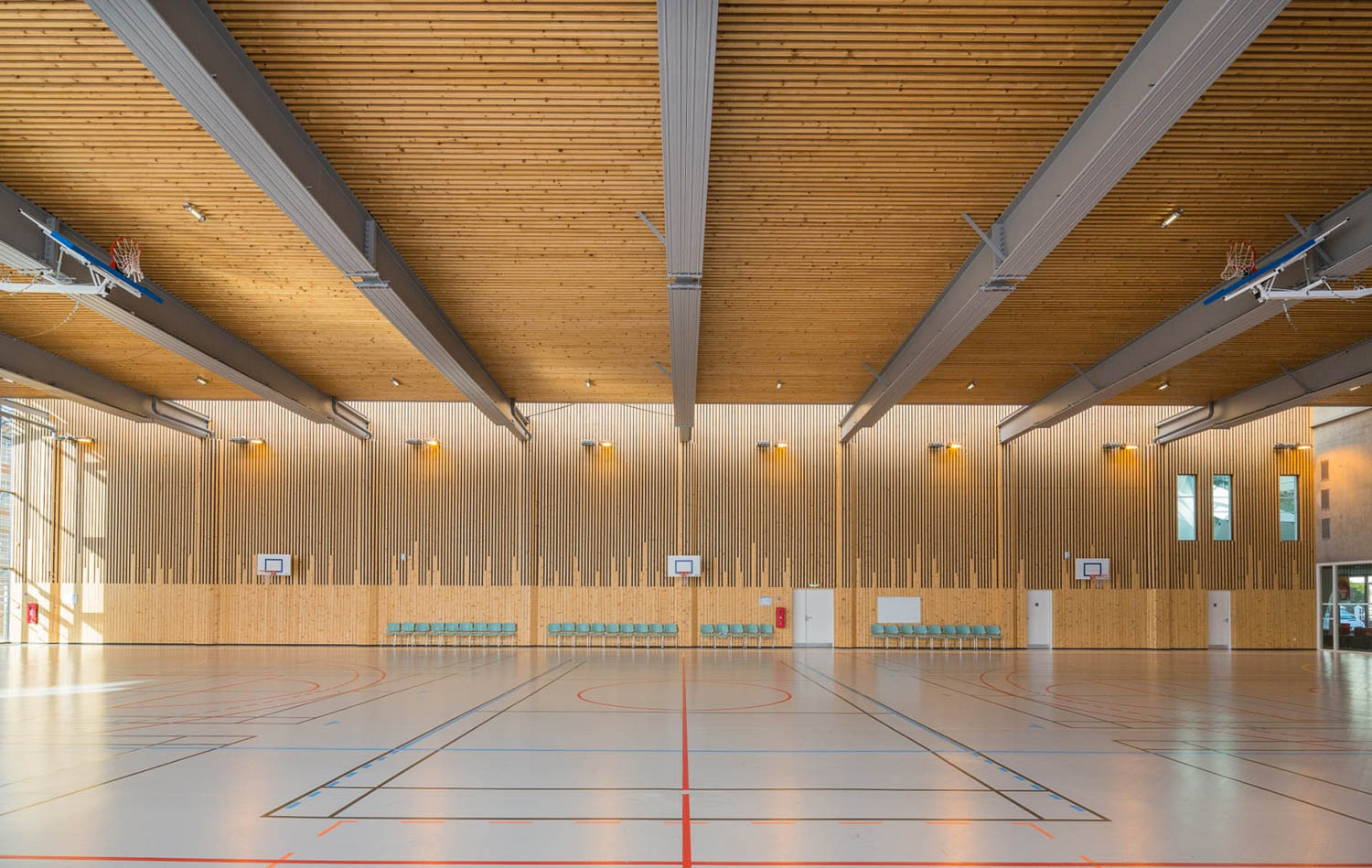
Деревянный спортивный зал, фасады которого обшиты искусственно состаренными серыми деревянными пластинами, Вильнёв-ла-Гаренн, 2011 г. - проект архитектурного бюро Tessier Poncelet Architectes
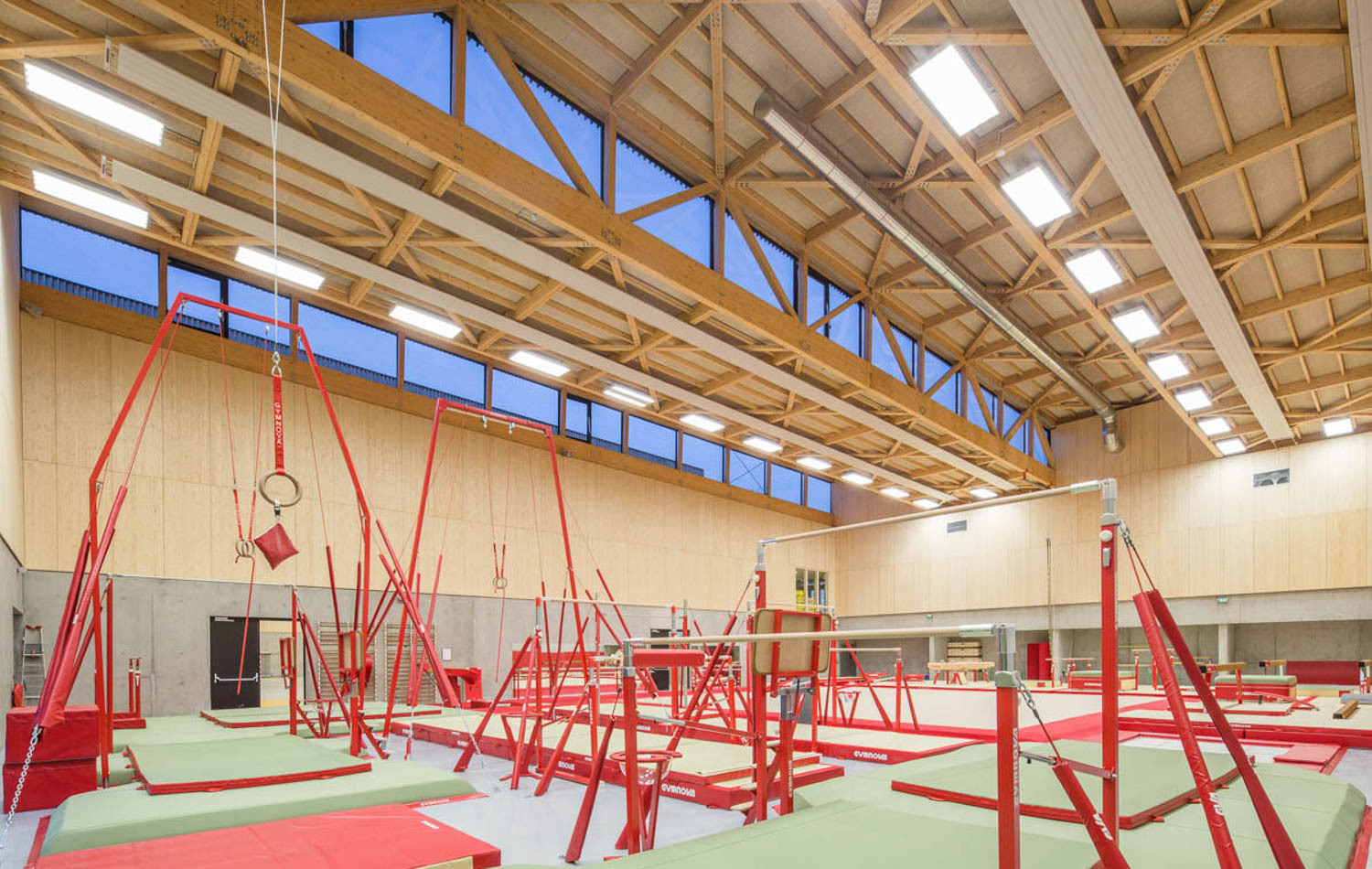
Деревянный спортивный зал имени Хасина Шерифи, получивший приз World Architecture News в 2015 г.[50] - проект архитектурного бюро Tectoniques Architecture
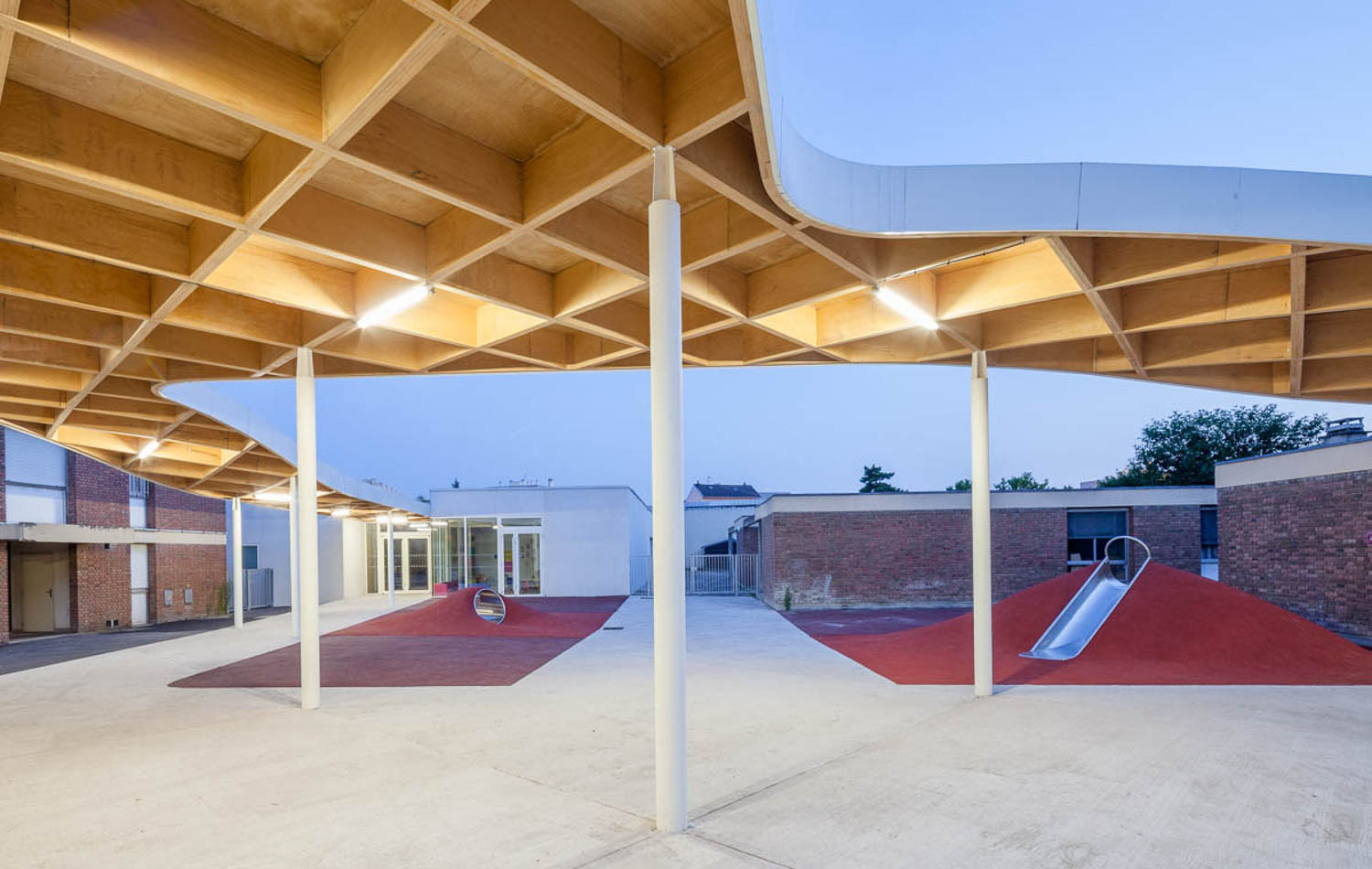
Школа имени Чарли Чаплина, при строительстве которой была впервые использована древесина бука, 2014 - проект архитектурного бюро SAM Architecture
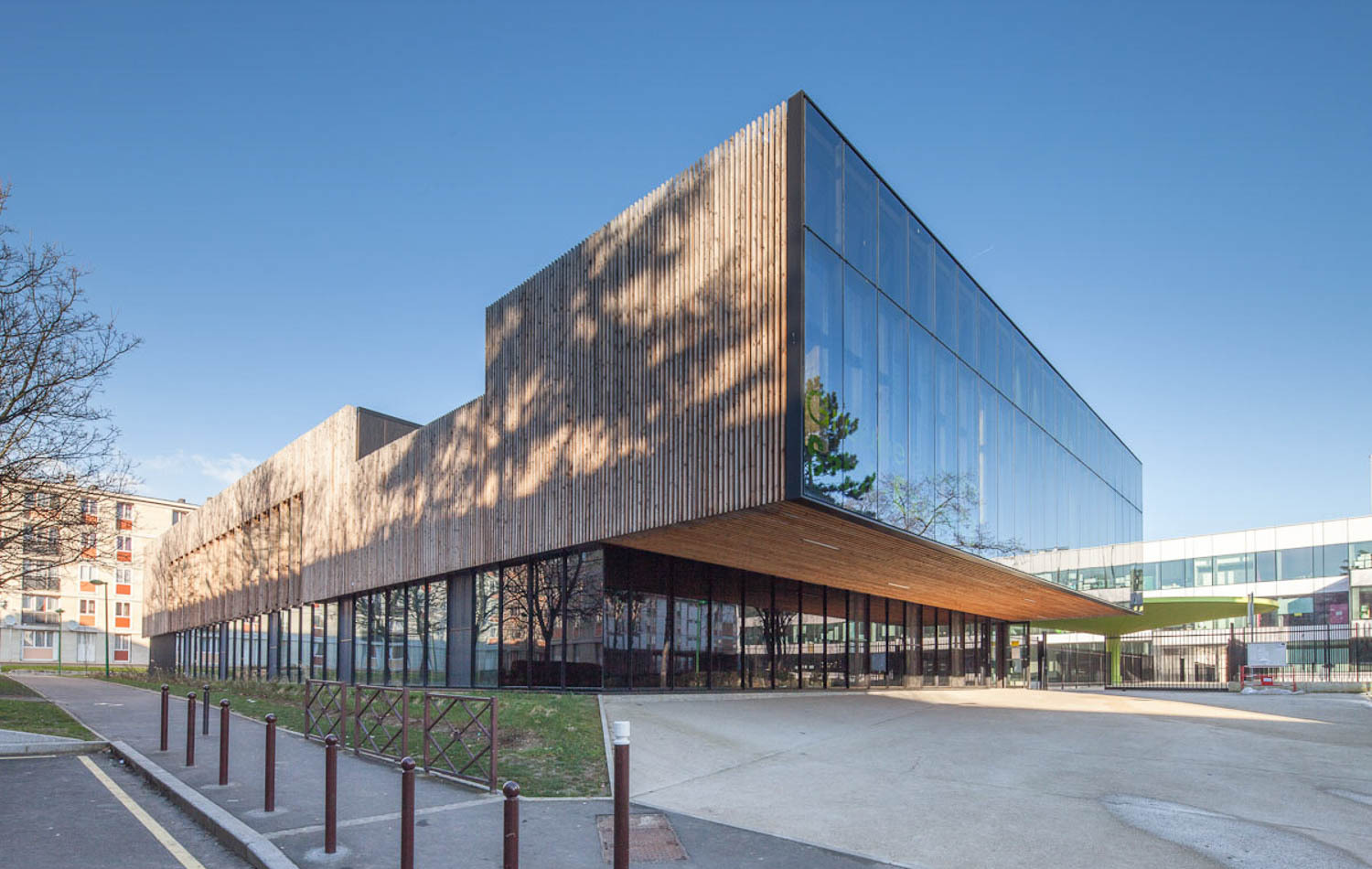
Школьный комплекс имени Сент-Экзюпери, Сарсель,  2011 г. - проект архитектурного бюро Gaëtan Le Penhuel Architectes
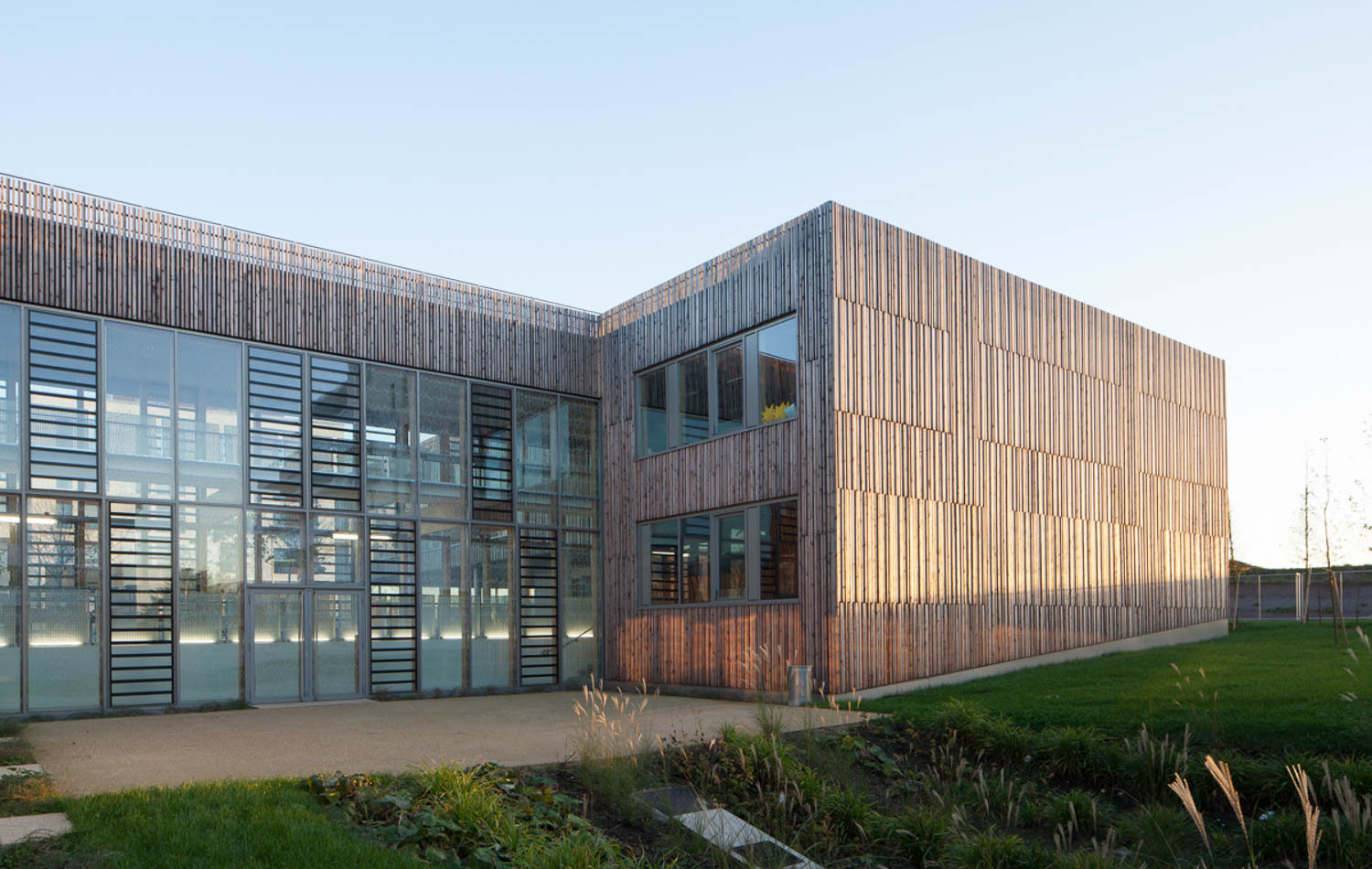
Школьный комплекс, Бретиньи-сюр-Орж, 2013 г. - проект архитектурного бюро TOA Architectes
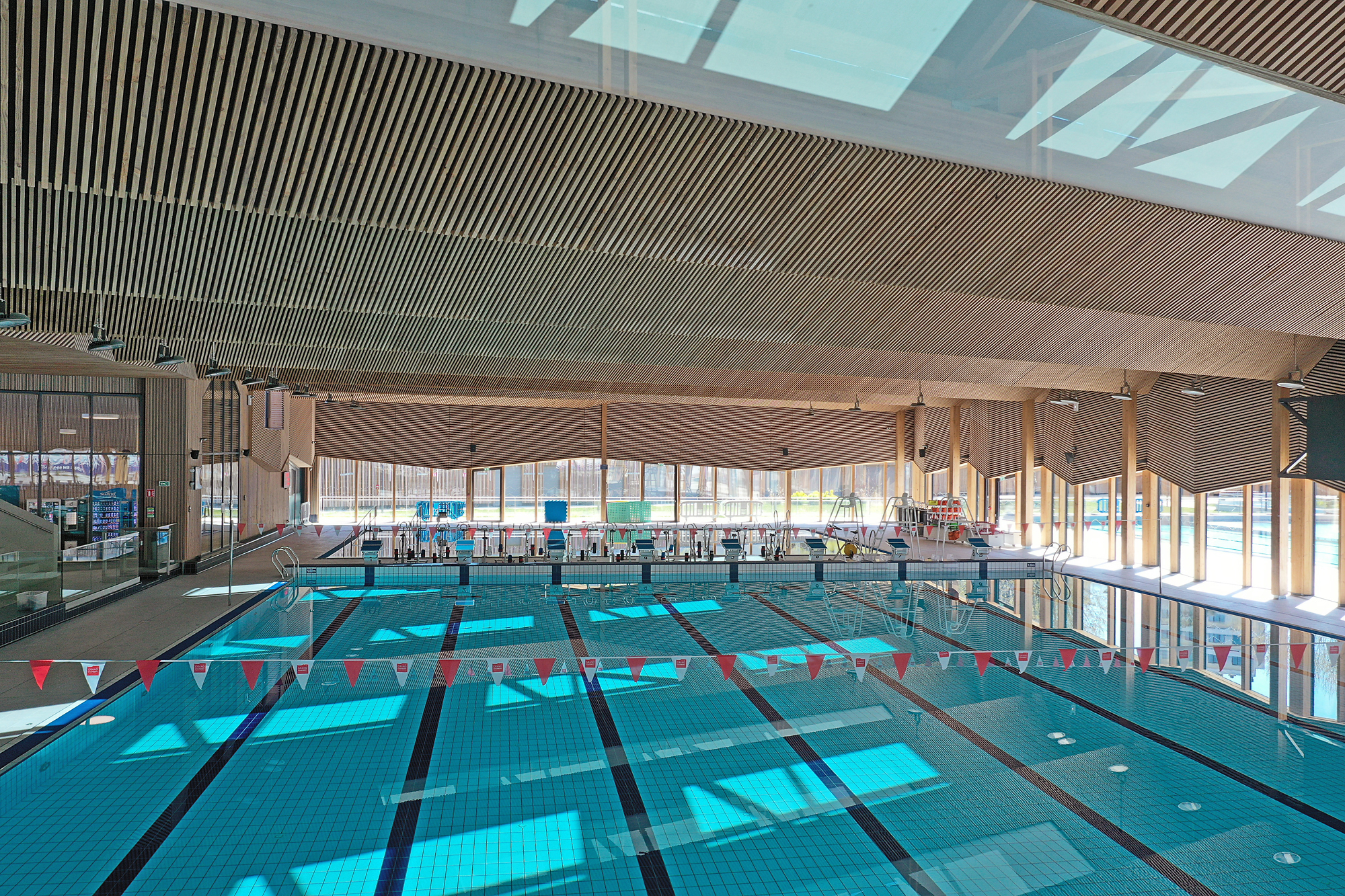
Бассейн, Большой Шамбери, 2020 г. - проект архитектурного бюро ALN Atelien Architecture
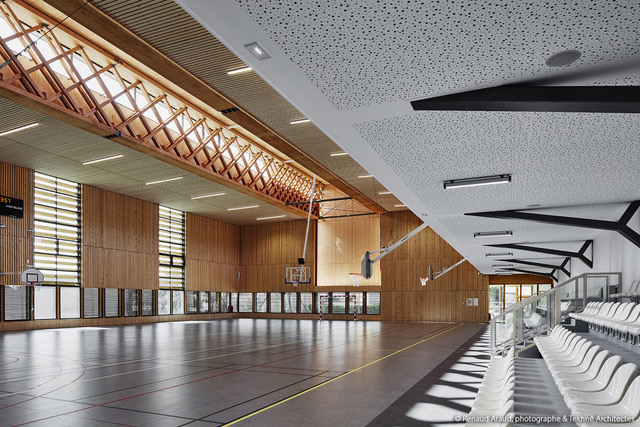
Зал с решетчатыми балками рекордной длины - 45 м, Донзер
Модернизация Управления жилищного фонда Парижа, совместный проект с Мари Швейцер
Пентхаус на улице Жавель, совместный проект с Мари Швейцер

## Научные труды
- " Construction en bois : matériau, technologie et dimensionnement ", том 13 коллекции «Научные статьи по гражданскому строительству» (Traité de Génie Civil) Федеральной политехнической школы Лозанны[52].

## Награды
- Медаль Архитектурной академии в категории «Инженерно-технические работники» (Cadres Techniques d’entreprise) в 2016 г.[53].
- Лауреат конкурса La Canopée в категории «Предприятия» в Нанси 4 марта 2020 г.[54].

## Философия

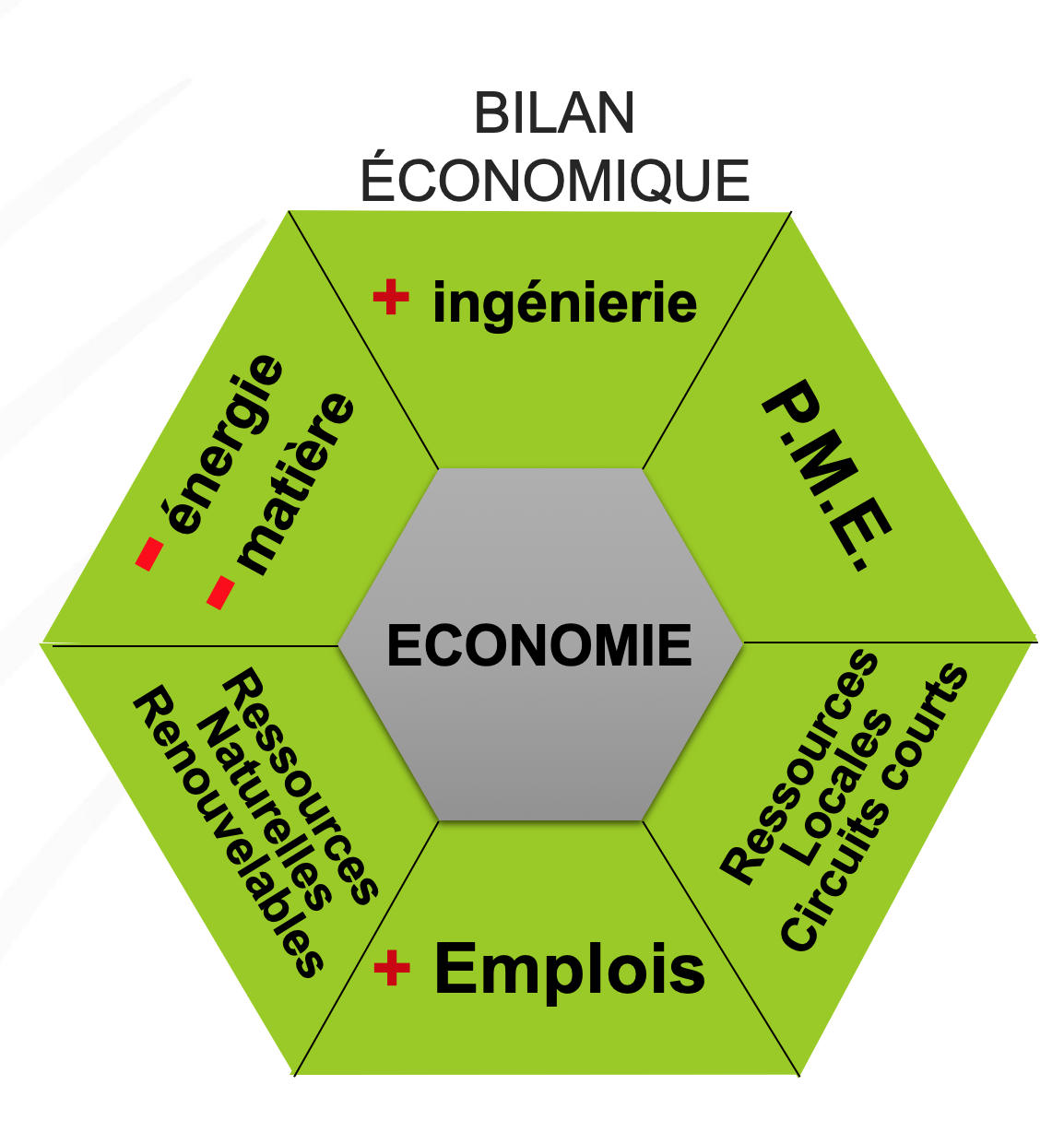
«Больше разработок, меньше сырья, больше рабочих мест, меньше расходуемой энергии»

С самого начала своей профессиональной деятельности Ж.-Л. Сандос руководствуется философией устойчивого развития, суть которой отражает следующий девиз: «Больше разработок, меньше сырья». Стремление к оптимизации резервов и использованию местных материалов в целях экономии и защиты окружающей среды связано с отчетливым осознанием конечности ресурсов на планете Земля.
Научные эксперты Международного союза охраны природы, некоммерческой организации со штаб-квартирой в Швейцарии, называют Ж.-Л. Сандоса образцом для подражания за то, что он популяризирует деревянные конструкции, предлагая возводить их из древесины местного происхождения, собирать их без использования клея и правильно их рассчитывать (оптимизировать их в соответствии с техническими требованиями к зданиям) в целях экономии и рационального использования материалов, даже если они принадлежат к восполняемым биоресурсам.
На своих лекциях Жан-Люк Сандос часто повторяет, что «древесина, безусловно, является возобновляемым ресурсом, однако это не означает, что её можно бездумно расходовать или пропитывать токсичными веществами». «Добавленная стоимость, создаваемая на каждом этапе производственно-сбытовой цепи в лесной промышленности, позволяет гарантировать рабочие места и социальные выплаты, которые не могут быть делокализованы», — добавляет он.